# Giáo phận Nakhon Sawan
Giáo phận Nakhon Sawan (tiếng Thái: สังฆมณฑลนครสวรรค์; tiếng Latinh: Dioecesis Nakhonsauanensis) là một giáo phận của Giáo hội Công giáo Rôma ở Thái Lan. Giáo phận là một giáo phận trực thuộc Tổng giáo phận Bangkok.

## Địa giới
Địa giới giáo phận bao gồm các tỉnh Chainat, Kamphaeng Phet, Lopburi, Nakhon Sawan, Saraburi, Sukhothai, Tak, Uthai Thani và Uttaraddit ở Thái Lan.
Tòa giám mục và Nhà thờ chính tòa Thánh Anna của giáo phận được đặt tại thành phố Nakhon Sawan.
Giáo phận được chia thành 51 giáo xứ.

## Lịch sử
Giáo phận được thành lập vào ngày 9/2/1967 theo tông sắc Officii Nostri của Giáo hoàng Phaolô VI, trên phần lãnh thổ tách ra từ Tổng giáo phận Bangkok.
Vào ngày 2/7/1969 giáo phận đã đổi tên thành như hiện tại theo nghị định Cum Excellentissimus của Bộ Truyền giáo.
Vào ngày 20/6/1970 tỉnh Uttaradit đã được Giáo phận Chiang Mai trao cho giáo phận quản lí theo nghị định Cum ad disciplinae của Bộ Truyền giáo.

## Giám mục quản nhiệm
Các giai đoạn trống tòa không quá 2 năm hay không rõ ràng bị loại bỏ.
- Michel-Auguste-Marie Langer, M.E.P. † (9/2/1967 - 24/5/1976 từ nhiệm)
- Giuse Banchong Aribarg † (24/5/1976 - 5/11/1998 từ nhiệm)
- Louis Chamniern Santisukniram (5/11/1998 - 1/7/2005 được bổ nhiệm làm Tổng giám mục Tổng giáo phận Thare và Nonseng)
- Phanxicô Xaviê Kriengsak Kovithavanij (7/3/2007 - 14/5/2009 được bổ nhiệm làm Tổng giám mục Tổng giáo phận Bangkok)
- Giuse Pibul Visitnondachai, từ 19/6/2009

## Thống kê
Đến năm 2021, giáo phận có 18.565 giáo dân trên dân số tổng cộng 8.959.045, chiếm 0,2%.
| Năm  | Dân số   | Dân số    | Dân số | Linh mục      | Linh mục       | Linh mục      | Linh mục                | Phó tế | Tu sĩ     | Tu sĩ    | Giáo xứ |
| Năm  | giáo dân | tổng cộng | %      | linh mục đoàn | linh mục triều | linh mục dòng | tỉ lệ giáo dân/linh mục | Phó tế | nam tu sĩ | nữ tu sĩ | Giáo xứ |
| ---- | -------- | --------- | ------ | ------------- | -------------- | ------------- | ----------------------- | ------ | --------- | -------- | ------- |
| 1970 | 4.171    | 3.987.765 | 0,1    | 17            | 17             |               | 245                     |        |           | 21       | 12      |
| 1980 | 5.518    | 5.650.000 | 0,1    | 19            | 3              | 16            | 290                     |        | 21        | 25       |         |
| 1990 | 8.380    | 7.338.125 | 0,1    | 22            | 13             | 9             | 380                     |        | 12        | 22       | 20      |
| 1999 | 9.537    | 7.549.813 | 0,1    | 28            | 22             | 6             | 340                     |        | 11        | 24       | 22      |
| 2000 | 9.856    | 8.299.235 | 0,1    | 29            | 21             | 8             | 339                     |        | 11        | 33       | 22      |
| 2001 | 9.237    | 8.272.430 | 0,1    | 27            | 20             | 7             | 342                     |        | 12        | 37       | 28      |
| 2002 | 10.272   | 8.280.400 | 0,1    | 25            | 18             | 7             | 410                     |        | 12        | 37       | 28      |
| 2003 | 11.251   | 9.036.800 | 0,1    | 25            | 18             | 7             | 450                     |        | 12        | 37       | 28      |
| 2004 | 10.878   | 8.358.639 | 0,1    | 36            | 35             | 1             | 302                     |        | 6         | 44       | 28      |
| 2013 | 16.229   | 8.599.000 | 0,2    | 36            | 31             | 5             | 450                     | 1      | 10        | 69       | 31      |
| 2016 | 16.476   | 9.296.000 | 0,2    | 42            | 30             | 12            | 392                     |        | 16        | 76       | 43      |
| 2019 | 16.900   | 9.532.680 | 0,2    | 52            | 37             | 15            | 325                     |        | 19        | 76       | 43      |
| 2021 | 18.565   | 8.959.045 | 0,2    | 50            | 38             | 12            | 371                     |        | 16        | 76       | 51      |